# Саузерн-блот

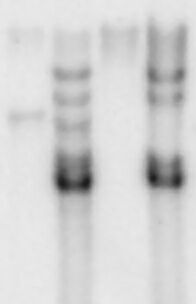
Знімок гібридизованої ділянки ДНК за допомогою Саузерн блоту

Са́узерн-блот (англ. Southern blot) — метод молекулярної біології, що зазвичай використовується для встановлення, чи певна нуклеотидна послідовність присутня в зразку ДНК за допомогою зондів.

## Загальна характеристика
Саузерн-блот комбінує агарозний гелевий електрофорез, що використовується для розділення фрагментів ДНК за розміром, з методами переносу розділеної за розміром ДНК на мембрану і гібридизації. Метод названий на честь його винахідника, британського біолога Едвіна Саузерна. Інші методи блоту (тобто вестерн-блот, нозерн-блот та саузвестерн-блот) використовують подібний принцип, але для визначення кількісного складу певної послідовності РНК або білків, та були названі пізніше за аналогією із Саузерн-блотом (від англ. southern, nothern, western — «південний», «північний», «західний»). Оскільки тільки Саузерн-блот названий за власним іменем, ця назва повинна писатися з великої букви, але не назви нозерн- чи вестерн-блотів.